# Barques aux Saintes-Maries
Barques de pêches aux Saintes-Maries est un tableau de Vincent van Gogh, réalisé début juin 1888, au cours de son séjour aux Saintes-Maries-de-la-Mer, au cours duquel il a peint quatre tableaux et plusieurs dessins, ainsi que l'aquarelle des Bateaux de pêche sur la plage conservée au musée de l'Ermitage.